# Juan de Escoiquiz
Juan Escóiquiz Morata (Ocaña, 1747 - Ronda, 1820) va ser un escriptor i canonge de l'església. Fou preceptor del futur rei Ferran VII d'Espanya i tingué un paper fonamental a la política espanyola de la primera dècada del segle xix.
El seu pare fou un militar del rei Carles III d'Espanya que comandà la ciutat d'Oran, a Algèria, sota sobirania espanyola a mitjans del segle xviii. Pels serveis prestats pel seu pare, fou admès com a patge del rei entrant d'aquesta manera a la Cort espanyola.
L'any 1796, Manuel de Godoy l'escollí com a preceptor del príncep d'Astúries, futur rei Ferran VII d'Espanya, pel seu suposat caràcter dòcil. Ràpidament però, el seu caràcter intrigant, predisposà al futur rei contra Manuel de Godoy i el seu propi pare, el rei Carles IV d'Espanya. El seu poder i influència sobre el príncep d'Astúries arribant a negociar un casament amb una princesa de la Casa de Bonaparte. Fou delegat a la Conspiració de l'Escorial i fou enviant al Monestir de San Basilio del Tardón malgrat que no deixà d'intrigar, ja que estigué darrere la manipulació de les masses al Motí d'Aranjuez. Amb la coronació de Ferran VII d'Espanya l'any 1808 fou proposat per Inquisidor General i Ministre de Guerra però només acceptà ser Conseller d'Estat.
Amb l'exili de la Família Reial Espanyola partí cap a Baiona però les seves activitats intrigants a l'entorn del rei, feu que els francesos l'enviessin a París amb l'objectiu d'aïllar-lo de la família reial. Amb el retorn del rei Ferran a Madrid ocupà càrrecs ministerials però perdé tota influència a l'entorn del monarca. Morí l'any 1820 a la localitat andalusa de Ronda a on s'havia apartat després de l'èxit del cop de Riego.